# Guldbollen
Guldbollen är Aftonbladets och Svenska Fotbollförbundets pris till årets bäste manliga svenska fotbollsspelare. Pristagaren utses av en jury och priset delas ut vid Fotbollsgalan. Åren 1946–1965 delades Guldbollen ut i samarbete med Stockholms-Tidningen.
Zlatan Ibrahimović har vunnit Guldbollen tolv gånger (2005, 2007, 2008, 2009, 2010, 2011, 2012, 2013, 2014, 2015, 2016, 2020). Han är den ende som vunnit Guldbollen fler än två gånger. Följande spelare har vunnit Guldbollen två gånger: Bo Larsson, Ralf Edström, Ronnie Hellström, Patrik Andersson, Glenn Hysén, Tomas Brolin, Henrik Larsson, Fredrik Ljungberg, Victor Nilsson Lindelöf och Dejan Kulusevski.
Guldbollen är formgiven av silversmeden Bengt Liljedahl.

## Pristagare

### 1940-talet
- 1946 – Gunnar Gren
- 1947 – Gunnar Nordahl
- 1948 – Bertil Nordahl
- 1949 – Knut Nordahl

### 1950-talet
- 1950 – Erik Nilsson
- 1951 – Olle Åhlund
- 1952 – Kalle Svensson
- 1953 – Bengt Gustavsson
- 1954 – Sven-Ove Svensson
- 1955 – Gösta Löfgren
- 1956 – Gösta Sandberg
- 1957 – Åke "Bajdoff" Johansson
- 1958 – Orvar Bergmark
- 1959 – Agne Simonsson

### 1960-talet
- 1960 – Torbjörn Jonsson
- 1961 – Bengt Nyholm
- 1962 – Prawitz Öberg
- 1963 – Harry Bild
- 1964 – Hans Mild
- 1965 – Bo Larsson
- 1966 – Ove Kindvall
- 1967 – Ingvar Svahn
- 1968 – Björn Nordqvist
- 1969 – Tommy Svensson

### 1970-talet
- 1970 – Jan Olsson
- 1971 – Ronnie Hellström
- 1972 – Ralf Edström
- 1973 – Bo Larsson (2)
- 1974 – Ralf Edström (2)
- 1975 – Kent Karlsson
- 1976 – Anders Linderoth
- 1977 – Roy Andersson
- 1978 – Ronnie Hellström (2)
- 1979 – Jan Möller

### 1980-talet
- 1980 – Rolf Zetterlund
- 1981 – Thomas Ravelli
- 1982 – Torbjörn Nilsson
- 1983 – Glenn Hysén
- 1984 – Sven Dahlkvist
- 1985 – Glenn Strömberg
- 1986 – Robert Prytz
- 1987 – Peter Larsson
- 1988 – Glenn Hysén (2)
- 1989 – Jonas Thern

### 1990-talet
- 1990 – Tomas Brolin
- 1991 – Anders Limpar
- 1992 – Jan Eriksson
- 1993 – Martin Dahlin
- 1994 – Tomas Brolin (2)
- 1995 – Patrik Andersson
- 1996 – Roland Nilsson
- 1997 – Pär Zetterberg
- 1998 – Henrik Larsson
- 1999 – Stefan Schwarz

### 2000-talet
- 2000 – Magnus Hedman
- 2001 – Patrik Andersson (2)
- 2002 – Fredrik Ljungberg
- 2003 – Olof Mellberg
- 2004 – Henrik Larsson (2)
- 2005 – Zlatan Ibrahimović
- 2006 – Fredrik Ljungberg (2)
- 2007 – Zlatan Ibrahimović (2)
- 2008 – Zlatan Ibrahimović (3)
- 2009 – Zlatan Ibrahimović (4)

### 2010-talet
- 2010 – Zlatan Ibrahimović (5)
- 2011 – Zlatan Ibrahimović (6)
- 2012 – Zlatan Ibrahimović (7)
- 2013 – Zlatan Ibrahimović (8)
- 2014 – Zlatan Ibrahimović (9)
- 2015 – Zlatan Ibrahimović (10)
- 2016 – Zlatan Ibrahimović (11)
- 2017 – Andreas Granqvist
- 2018 – Victor Nilsson Lindelöf
- 2019 – Victor Nilsson Lindelöf (2)

### 2020-talet
- 2020 – Zlatan Ibrahimović (12)
- 2021 – Emil Forsberg
- 2022 – Dejan Kulusevski
- 2023 – Dejan Kulusevski  (2)
- 2024 – Viktor Gyökeres

## Guldbollenvinnare per klubb
Redovisat för den klubb eller klubbar som spelaren spelat för under året som Guldbollen delats ut.
| Titlar | Klubb                    | Pristagare |
| ------ | ------------------------ | --- |
| 11     | IFK Norrköping           | Gunnar Nordahl (1947), Knut Nordahl (1949), Bengt Gustavsson (1953), Åke "Bajdoff" Johansson (1957), Torbjörn Jonsson (1960), Bengt Nyholm (1961), Harry Bild (1963), Ove Kindvall (1966), Björn Nordqvist (1968), Tomas Brolin (1990), Jan Eriksson (1992) |
| 8      | Malmö FF                 | Erik Nilsson (1950), Prawitz Öberg (1962), Bo Larsson (1965, 1973), Ingvar Svahn (1967), Roy Andersson (1977), Janne Möller (1979), Jonas Thern (1989) |
| 5      | Paris Saint Germain      | Zlatan Ibrahimović (2012, 2013, 2014, 2015, 2016) |
| 4      | AC Milan                 | Zlatan Ibrahimović (2010, 2011, 2012, 2020) |
| 4      | Barcelona                | Patrik Andersson (2001), Henrik Larsson (2004), Zlatan Ibrahimović (2009, 2010) |
| 4      | IFK Göteborg             | Gunnar Gren (1946), Torbjörn Nilsson (1982), Glenn Hysén (1983), Peter Larsson (1987) |
| 3      | 1. FC Kaiserslautern     | Ronnie Hellström (1978), Torbjörn Nilsson (1982), Jan Eriksson (1992) |
| 3      | Arsenal                  | Anders Limpar (1991), Fredrik Ljungberg (2002, 2006) |
| 3      | Helsingborgs IF          | Kalle Svensson (1952), Sven-Ove Svensson (1954), Roland Nilsson (1996) |
| 3      | Inter                    | Zlatan Ibrahimović (2007, 2008, 2009) |
| 3      | Manchester United        | Zlatan Ibrahimović (2016), Victor Nilsson Lindelöf (2018, 2019) |
| 3      | Östers IF                | Tommy Svensson (1969), Anders Linderoth (1976), Thomas Ravelli (1981) |
| 2      | Borussia Mönchengladbach | Martin Dahlin (1992), Patrik Andersson (1995) |
| 2      | Celtic                   | Henrik Larsson (1998, 2004) |
| 2      | Degerfors IF             | Bertil Nordahl (1948), Olle Åhlund (1951) |
| 2      | Djurgårdens IF           | Gösta Sandberg (1956), Hans Mild (1964) |
| 2      | Parma                    | Tomas Brolin (1990, 1994) |
| 2      | Tottenham Hotspur        | Dejan Kulusevski (2022, 2023) |
| 2      | Åtvidabergs FF           | Ralf Edström (1972), Kent Karlsson (1975) |
| 1      | AIK                      | Sven Dahlkvist (1984) |
| 1      | Anderlecht               | Pär Zetterberg (1997) |
| 1      | Aston Villa              | Olof Mellberg (2003) |
| 1      | Atalanta                 | Glenn Strömberg (1985) |
| 1      | Bayern München           | Patrik Andersson (2001) |
| 1      | Benfica                  | Jonas Thern (1989) |
| 1      | Coventry City            | Magnus Hedman (2000) |
| 1      | Feyenoord                | Ove Kindvall (1966) |
| 1      | Fiorentina               | Glenn Hysén (1988) |
| 1      | Hammarby IF              | Ronnie Hellström (1971) |
| 1      | IK Brage                 | Rolf Zetterlund (1980) |
| 1      | Juventus                 | Zlatan Ibrahimović (2005) |
| 1      | Krasnodar                | Andreas Granqvist (2017) |
| 1      | Motala AIF               | Gösta Löfgren (1955) |
| 1      | PSV Eindhoven            | Ralf Edström (1974) |
| 1      | RB Leipzig               | Emil Forsberg (2021) |
| 1      | Sporting Lissabon        | Viktor Gyökeres (2024) |
| 1      | Stuttgart                | Jan Olsson (1970) |
| 1      | Sunderland               | Stefan Schwarz (1999) |
| 1      | Valencia                 | Stefan Schwarz (1999) |
| 1      | Young Boys               | Robert Prytz (1986) |
| 1      | Örebro SK                | Orvar Bergmark (1958) |
| 1      | Örgryte IS               | Agne Simonsson (1959) |

1. 1 2  Ove Kindvall representerade både IFK Norrköping och Feyenoord under säsongen 1966.
2. 1 2  Tomas Brolin representerade både IFK Norrköping och Parma under säsongen 1990.
3. 1 2  Jan Eriksson representerade både IFK Norrköping och 1. FC Kaiserslautern under säsongen 1992.
4. 1 2  Jonas Thern representerade både Malmö FF och Benfica under säsongen 1989.
5. 1 2  Zlatan Ibrahimović representerade både AC Milan och Paris Saint Germain under säsongen 2012.
6. 1 2  Zlatan Ibrahimović representerade både Paris Saint Germain och Manchester United under säsongen 2016.
7. 1 2  Zlatan Ibrahimović representerade både Barcelona och AC Milan under säsongen 2010.
8. 1 2  Patrik Andersson representerade både Barcelona och Bayern München under säsongen 2001.
9. 1 2  Henrik Larsson representerade både Celtic och Barcelona under säsongen 2004.
10. 1 2  Zlatan Ibrahimović representerade både Inter och Barcelona under säsongen 2009.
11. 1 2  Torbjörn Nilsson representerade både IFK Göteborg och 1. FC Kaiserslautern under säsongen 1982.
12. 1 2  Stefan Schwarz representerade både Valencia och Sunderland under säsongen 1999.

## Tidernas guldboll
Vid Fotbollsgalan 2004 utsågs Henrik Larsson till vinnare av "Tidernas guldboll" efter att Aftonbladet och Svenska Fotbollförbundet hade anordnat en öppen omröstning.